# Swantje Hanck
Swantje Hanck (* vor 1972) ist eine deutsche Verlagslektorin und Verlegerin.

## Leben
Swantje Hanck lebte und wirkte in Bonn und Hannover und arbeitete zeitweilig als Presse-Mitarbeiterin im deutschen Bundeskanzleramt sowie im Deutschen Bundestag. Zudem wirkte sie als Pressereferentin im Niedersächsischen Kultusministerium.
Sie war Gründerin und Verlegerin des Postskriptum Verlags in Hannover, den sie von 1978 bis 1998 betrieb und in dem mehr als 40 Titel erschienen.
Gemeinsam mit Mitarbeitern ihres Verlages initiierte Hanck das als e.V. im Jahr 1990 gegründete LiteraturBüro Hannover, das unter anderem erst im Sprengel Museum Hannover und seit dem Jahr 2000 im Künstlerhaus gemeinsam mit dem Kulturbüro der niedersächsischen Landeshauptstadt und mit Förderung zahlreicher Institutionen und Firmen die Buchmesse Buchlust veranstaltet.
Swantje Hanck ist Sozialdemokratin und lebt in der Südstadt von Hannover. Sie ist Beisitzerin in dem Förderverein der Stadtbibliothek Hannover, der Freunde der Stadtbibliothek Hannover e.V.

## Publikationen (Auswahl)
- Mit Peter Dehn: Tips für Eltern und Elternvertreter in Niedersachsen, 3. Auflage, Postskriptum-Verlagsgesellschaft, Hannover 1982, ISBN 978-3-922382-11-9 und ISBN 3-922382-11-8